# توني دونيلي
توني دونيلي (بالإنجليزية: Tony Donnelly)‏ (1 أبريل 1886 في المملكة المتحدة - 1 أبريل 1947) هو لاعب كرة قدم بريطاني (وحمل سابقاً جنسية المملكة المتحدة لبريطانيا العظمى وأيرلندا) في مركز الظهير. لعب مع غلينتوران ومانشستر يونايتد ونادي ساوثهامبتون ونادي تشستر سيتي.

## وصلات خارجية
- توني دونيلي على موقع عالم كرة القدم.نت (الإنجليزية)